# Quemusia austrina
Quemusia austrina là một loài nhện trong họ Amphinectidae. Loài này phân bố ở Queensland.